# نول کمپانی
نول کمپانی (انگلیسی: Knoll Company) شرکت تولید صنعتی آمریکایی است، که در سال ۱۹۳۸ توسط هانس نول و فلورنس نول تأسیس شد.